# Matt Bloom
Matthew Jason Bloom (ur. 14 listopada 1972 w Peabody, Massachusetts) – amerykański wrestler, komentator wrestlingu i trener wrestlingu. W przeszłości również futbolista. W biznesie wrestlingu występujący pod pseudonimami ringowymi jako Prince Albert, Albert, A-Train oraz Lord Tensai. Jednokrotny posiadacz tytułu WWF Intercontinental Championship (2001). Od 2014 trener wrestlingu w WWE Performance Center w Orlando na Florydzie, a także od 2015 główny trener wrestlingu w brandzie WWE NXT.

## Kariera

### Wczesne życie
Uczęszczał do szkoły średniej Peabody Veterans Memorial High School gdzie zdobył trzy odznaki sportowe w futbolu amerykańskim i koszykówce, dwie odznaki w lekkoatletyce oraz jedną w baseball’u. Studiował na University of Pittsburgh gdzie grywał również futbol amerykański (w latach 1990–1994) na linii ofensywnej (offensive tackle) oraz bliżej środka linii ofensywnej (offensive guard). W 1996 uzyskał dyplom z języka migowego. Po drafcie NFL w 1995 podpisał kontrakt z klubem San Diego Chargers jako wolny agent, ale ostatecznie nie wszedł do składu drużyny. Następnie został nauczycielem w szkole Revere High School gdzie nauczał matematyki oraz języka angielskiego dzieci głuchonieme oraz sprawiające problemy wychowawcze. Podczas jednej z wycieczek z podopiecznymi na show wrestlingowe poznał Killera Kowalskiego, który zainteresował Blooma wrestlingiem oraz zaprosił go swojej szkoły na treningi.

### Wczesna kariera w wrestlingu oraz występy w World Wrestling Federation / World Wrestling Entertainment (1997 – 2004)
W wrestlingu zadebiutował we wrześniu 1997. Następnie walczył w National Wrestling Alliance gdzie kolejno przedstawiono go oficjelowi World Wrestling Federation – Tomowi Prichardowi. Zaliczył też występy w małej federacji Power Pro Wrestling (PPW).
W dniu 11 kwietnia 1999 zadebiutował w World Wrestling Federation (WWF) podczas jednego z odcinków Sunday Night Heat interweniując w bijatyce Droza z Big Boss Manem. Następnie został przestawiony jako oficjalny body artist (tatuażysta i piercer) Droza oraz przyjął gimmick jako Prince Albert, nawiązujący do nazwy piercingu genitaliów. Początkowo próbowano nadać Bloomowi gimmick „bękarckiego syna” George „The Animal” Steele’a ze względu na podobieństwo fizyczne (łysina oraz zarost na plechach i klatce piersiowej) i tym samym przywrócić Steel’a do występów w telewizji, jednak pomysł ten porzucono wybierając ostatecznie gimmick związany z piercingiem.
W marcu 2000 został zrekrutowany przez Trish Stratus do tag teamu z Testem. Drużyna ta przyjęła nazwę T & A (Test & Albert). Tag team rozpadł się w grudniu 2000 po tym jak Stephanie McMahon-Helmsley wydała Albertowi polecenie zaatakowania Testa. Od stycznia 2001 prowadził rywalizację z Testem, a w marcu 2001 założył stajnię X-Factor z Justinem Credible i X-Packiem. W dniu 28 czerwca 2001 podczas jednego z odcinków SmackDown pokonał Kane’a po interwencji Diamond Dallas Page’a, wygrywając tytuł WWF Intercontinental Championship. Mistrzostwo stracił 28 lipca 2001 na Raw przegrywając mistrzostwo na rzecz Lance’a Storma.
Pod koniec 2001 przyjął gimmick The Hip Hop Hippo i założył drużynę ze Scotty’m 2 Hotty. Na początku kwietnia 2002 drużyna rozpadła się, a następnie do grudnia 2002 występował solo w programach spod znaku WWE Velocity. W grudniu 2002 połączył siły z Paulem Heymanem i Big Showem przyjmując nowy gimmick jako A-Train, gdzie m.in. zasłynął z owłosionej klatki piersiowej i pleców. Prowadził rywalizacje z Chrisem Benoit oraz The Undertakerem, który wraz z Johnem Laurinaitisem pomógł mu powrócić do WWE w nowym gimmicku i napędzić jego karierę wrestlera. Ostatnią walkę w WWE w tym okresie stoczył przeciwko Valowi Venisowi na WWE Heat przegrywając starcie, a następnie dwa tygodnie później doznał kontuzji barku przez co wraz z dniem 1 listopada 2004 WWE rozwiązało z nim kontrakt.

### Występy w Japonii – All Japan Pro Wrestling i New Japan Pro-Wrestling (2005 – 2012)
W 2005 występował w All Japan Pro Wrestling jako Giant Bernard. W styczniu 2006 rozpoczął występy dla New Japan Pro-Wrestling zdobywając tam m.in. puchar New Japan Cup, a także wygrywając dwukrotnie turniej G1 Tag League (2007, 2009) oraz zdobywając dwukrotnie IWGP Tag Team Championship. Od 2009 do 2012 występował w tag teamie Bad Intensions z Karlem Andersonem gdzie prowadził różne rywalizacje z japońskimi wrestlerami takimi jak: Takeshi Morishima, Yutaka Yoshie, Akitoshi Saito, Jun Akiyama, Takuma Sano czy Yoshihiro Takayama.

### Powrót do WWE (2012 – obecnie)
W marcu 2012 media zajmujące się wrestlingiem zauważyły, iż Bloom podpisał ponownie kontrakt z WWE, chociaż sam zawodnik zaprzeczał tym doniesieniom. W dniu 19 marca 2012 podczas odcinka Raw wyemitowano winietę przedstawiając ponowny debiut Blooma w nowym gimmicku jako Lord Tensai. W dniu 2 kwietnia 2012 na Raw zaliczył debiut jako Lord Tensai – Bloom odgrywał postać japońskiego samuraja i daimyo, a jego menedżerem został Sakamoto. W kolejnych odcinkach Raw, Tensai zaliczał zwycięską serię pokonując pomniejszych zawodników oraz gwiazdy takie jak John Cena czy CM Punk. Od maja 2012 zaczął występować jako Tensai porzucając tytuł Lorda. W kolejnych miesiącach zredukowano jego status gwiazdy przez co Tensai zaczął przegrywać coraz częściej w walkach przeciwko zawodnikom takim jak: Tyson Kidd, Sin Cara, Randy Orton czy Ryback. Od jesieni 2012 ponownie zaczął wygrywać swoje walki.
Od stycznia 2013 WWE zaczęło zmieniać gimmick Blooma z poważnego japońskiego daimyo na bardziej komediowy, bookując go do tag teamu z Brodusem Clay’em. Nowy tag team przyjął miano Tons of Funk i prowadził rywalizacje z innymi tag teamami w WWE. W listopadzie 2013 Tons of Funk zaczęli rozpad drużyny po tym jak Brodus Clay zaczął przechodzić heel turn i agresywnie odnosić się do debiutującego wtedy Xaviera Woodsa. Na gali TLC: Tables, Ladders & Chairs (2013) Brodus Clay przeszedł heel turn w przegranej walce z R-Truthem po czym został opuszczony przy ringu przez Tensai’a i tag team Funkadactyls. Następnie Tensai krótko prowadził feud z Clay’em.
W styczniu 2014 został wycofany z występów w telewizji i rozpoczął pracę w WWE NXT jako komentator pod pseudonimem Jason Albert. W sierpniu 2014 ogłosił przejście na emeryturę od walk w ringu, a następnie przeszedł na pozycję trenera wrestlingu w WWE Performance Center. W marcu 2015 został tymczasowym głównym trenerem w NXT po tym jak z pracy na tym stanowisku zrezygnował Bill DeMott. Kolejno w maju 2015 został na stałe głównym trenerem w NXT.

### Inne media
Jego postać w różnych gimmickach pojawiła się w wielu grach komputerowych o tematyce wrestlingu. Jako Prince Albert pojawił się w grze komputerowej WWF WrestleMania 2000; jako Albert jego postać dostępna była w grach: WWF SmackDown!, WWF No Mercy, WWF SmackDown! 2: Know Your Role, WWF SmackDown! Just Bring It, WWF Raw, WWE WrestleMania X8, WWE SmackDown! Shut Your Mouth. Postać A-Traina pojawiła się z kolei w grach: WWE Raw 2, WWE SmackDown! Here Comes the Pain, WWE SmackDown! vs. Raw. Jako Giant Bernard wystąpił w grach: Fire Pro Wrestling 2, Fire Pro Wrestling Returns, Wrestle Kingdom i Wrestle Kingdom 2. Następnie jako Willy Pearce pojawił się w grze Wrestling Empire. Postać Tensai’a pojawiła się w dwóch grach komputerowych: WWE ’13 (jako zawodnik DLC) i WWE 2K14. Jako Jason Albert wystąpił w grach WWE 2K16 (w trybie MyCareer Mode jako trener wrestlingu), a także w grach WWE 2K17, WWE 2K18 i WWE 2K19 pod własnym imieniem i nazwiskiem.

## Tytuły i osiągnięcia
- Impact Zone Wrestling

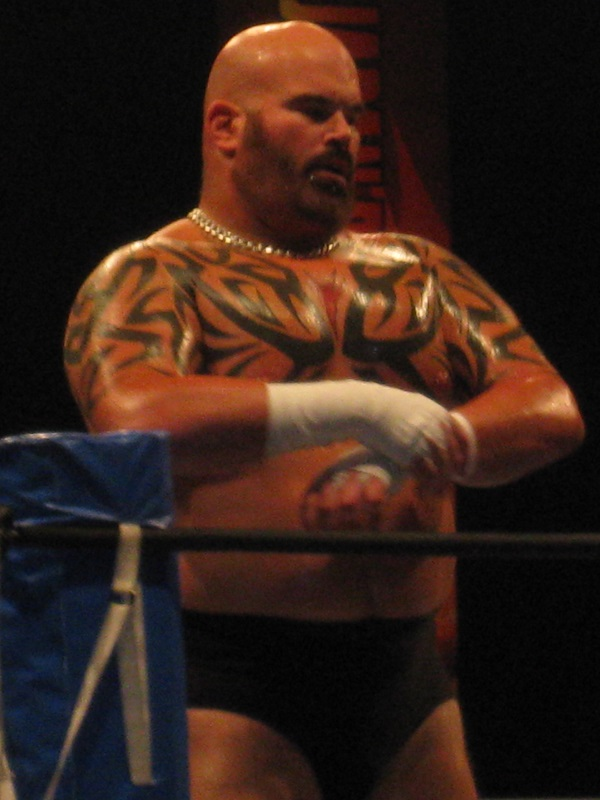
Bloom jako Giant Bernard w New Japan Pro-Wrestling.

  - IZW Heavyweight Championship (1 raz[30])
- Elite Xtreme Wrestling
  - EXW Tag Team Championship (1 raz – po zdobyciu mistrzostwa bronił go bez tag team partnera.)
- New Japan Pro-Wrestling
  - IWGP Tag Team Championship (2 razy) – z Travisem Tomko (1 raz) i Karlem Andersonem (1 raz)
  - G1 Tag League (2007) – z Travisem Tomko
  - G1 Tag League (2009) – z Karlem Andersonem
  - New Japan Cup (2006)
- Nikkan Sports
  - Best Tag Team Award (2007) z Travisem Tomko
  - Best Tag Team Award (2011) z Karlem Andersonem
- Power Pro Wrestling
  - PPW Heavyweight Championship (1 raz)
  - PPW Young Guns Championship (1 raz)
- Pro Wrestling Illustrated
  - Sklasyfikowany na 32. miejscu wśród 500 najlepszych wrestlerów w zestawieniu PWI 500 w 2001 roku.
- Pro Wrestling Noah
  - GHC Tag Team Championship (1 raz) – z Karlem Andersonem
- World Wrestling Federation
  - WWF Intercontinental Championship (1 raz)
- Wrestling Observer Newsletter
  - Najlepszy tag team (2011) – z Karlem Andersonem

## Życie prywatne
W 2005 został mężem Farah Louise. W pewnym okresie życia posiadał ponad 20 kolczyków piercingu – zostało to wykorzystane w gimmicku przy jego debiucie w 1999 w WWF. Posiada także kilka tatuaży na ciele, których dokonał podczas 8-letniego pobytu w Japonii.